# 蒂克拉卡揚區
蒂克拉卡揚區（西班牙語：Distrito de Ticlacayán），是秘魯的一個區，位於該國中部帕斯科大區的帕斯科省，始建於1958年6月14日，面積585.1平方公里，海拔高度3,500米，2005年人口4,309，人口密度每平方公里7.4人。